# Dk Najibah Era Al-Sufri

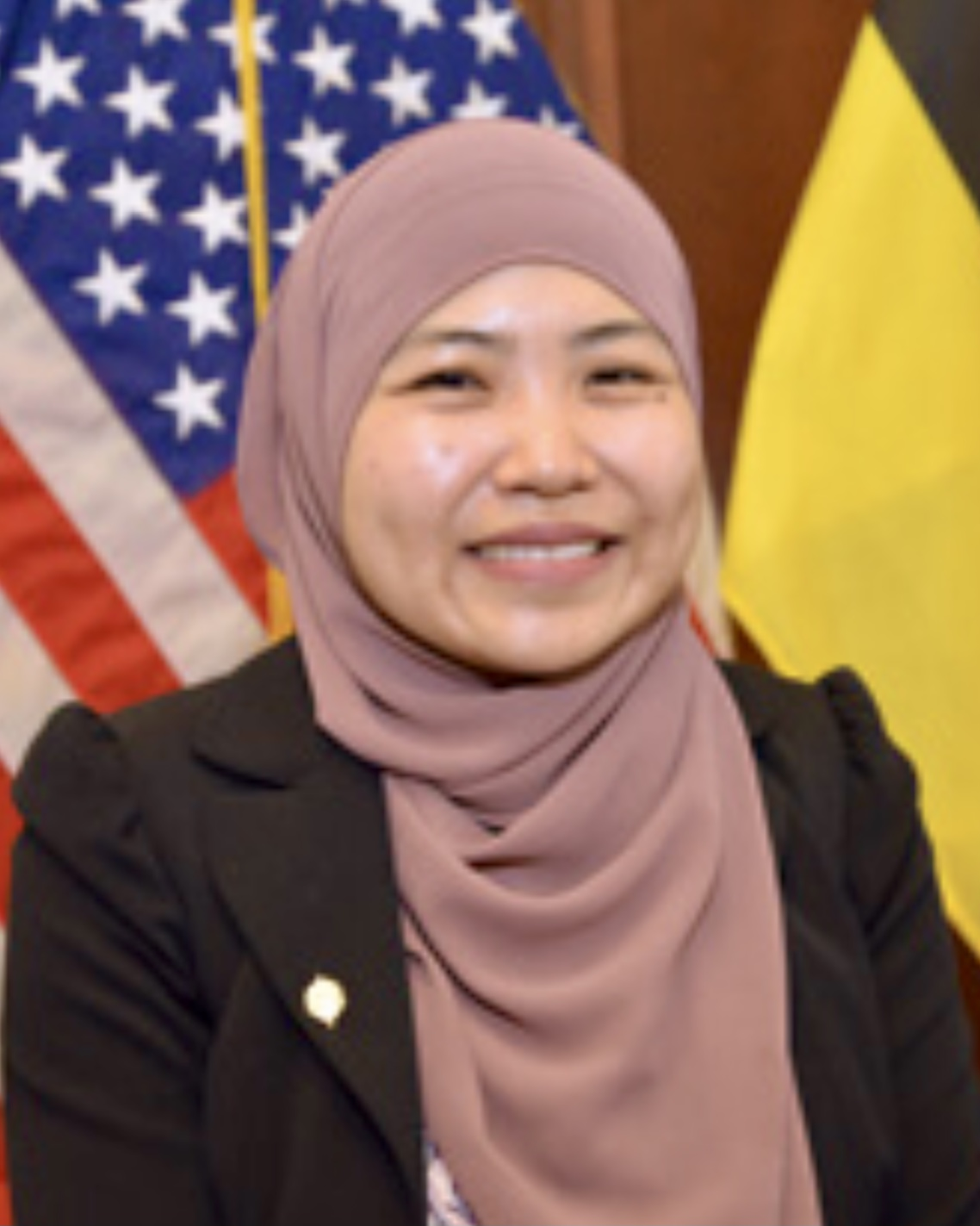
Dk Najibah Era Al-Sufri, 2015

Dk Najibah Eradah Pengiran Ahmad Mahdi Al-Sufri (* 20. Mai 1983) ist eine bruneiische Forscherin. Sie ist die erste Bruneierin, die den Südpol erreichte.

## Leben
Era war früher Mathematiklehrerin an einer Sekundarschule und wurde später Regierungsbeamtin im bruneianischen Außen- und Handelsministerium. Sie ist verheiratet mit Mohd Faierony Hazelin Haji Mat Jair.
Sie und sieben weitere Frauen, jede aus einem anderen Commonwealth-Land, wurden aus über 800 Kandidaten ausgewählt, um an der Kaspersky Commonwealth Antarctic Expedition teilzunehmen, die am 29. Dezember 2009 den Südpol erreichte.
Zur Erklärung ihrer Teilnahme an der Expedition sagte sie: "Ich engagiere mich leidenschaftlich für Umweltthemen und hoffe, mit meiner Teilnahme an der Expedition das Bewusstsein in Brunei für die globale Erwärmung und den Klimawandel zu schärfen".
Bruneianische Medien beschrieben ihre Leistung als "einen historischen Tag für Brunei und einen bedeutenden Tag für die Frauen des Sultanats". Saiful Ibrahim, Vizepräsident der Brunei Adventure Recreation Association, beschrieb sie als "eine Ikone für alle Bruneier, besonders für Frauen und unsere Jugendlichen". Sie ist in Brunei als "the Polar Girl" bekannt geworden.